# Лічебний
Ліче́бний (рос. Лечебный) — селище у складі Сисертського міського округу Свердловської області.
Населення — 17 осіб (2010, 22 у 2002).
Національний склад населення станом на 2002 рік: росіяни — 91 %.